# Gargettos
Gargettos (en grec ancien : Γαργηττός) est un ancien dème d’Attique située au pied du versant nord du mont Imetto, près du Pentelico, près de la ville moderne d’Ieraka.

## Toponymie
Le nom de la commune daterait de la période pré-hellénique, consacrant le nom du héros éponyme Gargittos, que certaines versions mythologique désignent comme le père d'Ion, ancêtre des Ioniens. 